# Kup Jugoslavenskog nogometnog saveza 1927.
Kup Jugoslavenskog nogometnog saveza 1927. bilo je nogometno kup natjecanje podsaveznih reprezentacija Jugoslavenskog nogometnog saveza. Kup je imao isti natjecateljski sustav kao i prethodni Kup kralja Aleksandra. Kup je započeo utakmicama 1. kruga 24. srpnja 1927. godine, a završio završnom utakmicom 18. rujna 1927. godine u Beogradu na Igralištu Jugoslavije.

## Sudionici natjecanja
- Reprezentacija Zagrebačkog nogometnog podsaveza (kraće: Zagreb)
- Reprezentacija Splitskog nogometnog podsaveza (Split)
- Reprezentacija Beogradskog loptačkog podsaveza (Beograd)
- Reprezentacija Ljubljanskog nogometnog podsaveza (Ljubljana)
- Reprezentacija Subotičkog loptačkog podsaveza (Subotica)
- Reprezentacija Sarajevskog nogometnog podsaveza (Sarajevo)
- Reprezentacija Osječkog nogometnog podsaveza (Osijek)

## Rezultati
| Datum                                          | Mjesto  | Momčadi             | Rezultat |
| ---------------------------------------------- | ------- | ------------------- | -------- |
| 1. krug (četvrtzavršnica)                      |         |                     |          |
|                                                |         | Split – Subotica    | 0:3 *    |
| 24. srpnja 1927.                               | Beograd | Beograd – Sarajevo  | 8:2      |
| 24. srpnja 1927.                               | Osijek  | Osijek – Zagreb     | 2:5      |
| Ljubljana se plasirala izravno u poluzavršnicu |         |                     |          |
| Poluzavršnica                                  |         |                     |          |
| 4. rujna 1927.                                 | Beograd | Beograd – Ljubljana | 5:0      |
| 4. rujna 1927.                                 | Zagreb  | Zagreb – Subotica   | 4:5      |
| Završnica                                      |         |                     |          |
| 18. rujna 1927.                                | Beograd | Beograd – Subotica  | 3:0      |

Napomena: * Reprezentacija Splitskog nogometnog podsaveza odbila je odluku Jugoslavenskog nogomentog saveza da igra utakmicu u Zagrebu, tražila je igranje utakmice u Splitu. Utakmica je registrirana rezultatom 0:3.

## Prvaci
- Reprezentacija Beogradskog loptačkog podsaveza: Milorad Arsenijević (2 utakmice), Ivan Bek (1), Milorad Dragičević (2), Branislav Hrnjiček (1), Milutin Ivković (3), Petar Joksimović (2), Stevan Luburić (1), Sava Marinković (2), Blagoje Marjanović (3), Milorad Mitrović (2), Dragutin Najdanović (1), Branko Petrović (1), Stojan Popović (3), Kuzman Sotirović (2)